# Highgate School
 Roger Cholmeley's School at Highgate (plus communément appelée Highgate School) est la seule école indépendante d'Angleterre. Elle est située dans le quartier de Highgate à Londres. À l'origine école gratuite pour les garçons du quartier, elle est devenue au XIXe siècle une des principales écoles publiques d'Angleterre. Elle est membre de Headmaster's Conference et Eton Group. L'école ne prend que des pensionnaires et a récemment[Quand ?] mis fin à son principe de non-mixité.

## Personnalités liées à l'école

### Politiques
- Charles Clarke
- Anthony Crosland
- Rupert Mitford

### Musique
- Johnny Borrell
- John Hassall
- John Leyton
- Jon Moss
- Zak Starkey
- DJ Yoda

### Musique classique
- Alan Bush
- Gerard Hoffnung
- Daniel Hope
- John Rutter
- John Tavener

### Cinéma et télévision
- Gregg Sulkin
- Roland Culver
- Matthew Garber
- Freddie Highmore
- Tom Hooper
- John Leyton
- Adrian Lyne
- Paul Rotha
- Murray Walker

### Sport
- Douglas Lowe
- William Seagrove

### Science
- John Ellis
- Alexander King
- Clive Sinclair
- Arthur George Tansley
- John Venn

### Arts
- Hussein Chalayan
- Marcus Clarke
- Gerard Hoffnung

### Poètes
- Owen Barfield
- John Betjeman
- Vivian Hunter Galbraith
- Martin Gilbert
- Gerard Manley Hopkins
- Nicholas Rowe

### Autres
- Wallace Olins
- Stephen Ward
- Christopher Wright